# Carl Friedrich Borkenstein
Carl Friedrich Borkenstein (født 17. februar 1779 i Hannover, død 16 december 1839 i Kristiania) var en norsk officer og militærforfatter.
Borkenstein deltog i felttogene 1794—98, gik ved den hannoveranske hærs opløsning 1803 i dansk tjeneste som sekondløjtnant i artilleriet og kommanderedes samme år til Norge, hvor han blev lærer i artilleri ved Landkadetkorpset. Han avancerede senere til oberst i generalstaben. Borkenstein underkastede artillerilæren en fuldstændig rationel behandling, hvorved det lykkedes ham at give dette fag et hidtil ukendt opsving. I 1822 udgav han sit hovedværk: Versuch zu einem Lehrgebäude der theoretisch-praktischen Artillerie-Wissenschaft. Foruden som militærforfatter vandt Borkenstein også anerkendelse for sine litterære og videnskabelige afhandlinger. Kristiania militære samfund, blandt hvis stiftere Borkenstein var, rejste et mindesmærke på hans grav.